# Ірем Карамете
Іре́м Карамете́ ( тур. İrem Karamete; 20 червня 1993, Стамбул) — турецька фехтувальниця на рапірах. Бронзова призерка Середземноморських ігор 2013 року. Учасниця літніх Олімпійських ігор 2016 року.

## Біографія та кар'єра
Ірем народилася в сім'ї спортсменів — її батько Мехме́т Карамете́ тренував збірну Німеччини з фехтування. Мати  Нілі́  виступала на Олімпійських іграх 1976 і 1984 років. У Ірем є старша сестра Мерві́, яка займалася фехтуванням і виступала за національну збірну команду. Ірем закінчила університет Оз'єїн (тур. Özyeğin) у Стамбулі. 
Ірем почала займатися фехтуванням у віці 10 років. Дебютувала на міжнародних змаганнях 2008 року. З 2013 року виступає на чемпіонатах світу з фехтування. 2014 року стала чемпіонкою Туреччини. Посіла кілька призових місць на етапах Кубка світу з фехтування 2015. 
2016 року на  Олімпіаді в Ріо-де-Жанейро Ірем вибула з боротьби на стадії 1/16 фіналу 3 секції, програвши французькій рапіристці Іза́орі Тібю́с з рахунком 6:15. 

## Результати
| рік  | змагання               | Місце проведення         | Місце |
| ---- | ---------------------- | ------------------------ | ----- |
| 2013 | Середземноморські ігри | Мерсін, Туреччина        | 3     |
| 2013 | чемпіонат світу        | Будапешт, Угорщина       | 54    |
| 2014 | чемпіонат світу        | Казань, Росія            | 79    |
| 2015 | чемпіонат Європи       | Монтре, Швейцарія        | 35    |
| 2015 | європейські ігри       | Баку, Азербайджан        | 60    |
| 2015 | чемпіонат світу        | Москва, Росія            | 61    |
| 2016 | чемпіонат Європи       | Торунь, Польща           | 24    |
| 2016 | Олімпійські ігри       | Ріо-де-Жанейро, Бразилія | 27    |
| 2017 | чемпіонат світу        | Лейпциг, Німеччина       | 44    |